# Antoni (Zawgorodny)
Antoni, imię świeckie: Aleksandr Michajłowicz Zawgorodny (ur. 12 września 1938 w Kisłowodsku, zm. 4 grudnia 1989) – rosyjski biskup prawosławny. 

## Życiorys
Ukończył seminarium duchowne w Stawropolu w 1960, następnie zaś rozpoczął studia w Leningradzkiej Akademii Duchownej. 10 sierpnia 1961 złożył wieczyste śluby mnisze, zaś trzy dni później został wyświęcony na hierodiakona. W 1964 uzyskał w Akademii tytuł kandydata nauk teologicznych. 11 czerwca 1964 został wyświęcony na hieromnicha i skierowany do pracy duszpasterskiej w cerkwi Tichwińskiej Ikony Matki Bożej w Tichwinie. W sierpniu tego samego roku przeniesiony do parafii św. Mikołaja i Objawienia Pańskiego w Leningradzie. W 1967 został archimandrytą i naczelnikiem rosyjskiej misji prawosławnej w Jerozolimie. Funkcję tę pełnił przez trzy lata. Następnie wrócił do Leningradu i przez pięć lat pracował w różnych parafiach. 
3 sierpnia 1975 miała miejsce jego chirotonia na biskupa stawropolskiego i niewinomyskiego, w której jako konsekratorzy wzięli udział metropolici leningradzki i nowogrodzki Nikodem, tulski i bielowski Juwenaliusz, arcybiskup miński i białoruski Antoni oraz biskupi nowosybirski i barnaułski Gedeon, kurski Chryzostom, ufimski i stierlitamacki Ireneusz. 
Uczestniczył w ruchu ekumenicznym oraz ruchu na rzecz pokoju na świecie. Wielokrotnie reprezentował Rosyjski Kościół Prawosławny w czasie wizyt w innych autokefalicznych Kościołach. 
W 1987 otrzymał godność arcybiskupią. Dwa lata później zmarł i został pochowany w sąsiedztwie soboru św. Andrzeja w Stawropolu.